# Logic (饶舌歌手)
瑟爾·羅伯特·布賴森·霍爾二世（英語：Sir Robert Bryson Hall II，1990年1月22日—），以藝名Logic較為人知，是一名美国饒舌歌手、歌手、唱片制作人及作家。他出生于美国马里兰州盖瑟斯堡市。作为说唱团体RattPack的一员，近年来Logic在互联网上积攒了很高的人气并发行了四张正式混音带，而其中最近一张发行的《Young Sinatra: Welcome to Forever》备受好评。目前Logic已与Visionary Music Group和Def Jam唱片公司签约，并且已于2014年10月21日发行了他的处子专辑《Under Pressure》在2017發行Everybody專輯以特殊名《1-800-273-8255》為最紅歌曲，這首歌講述關於自殺希望讓那些有傷痛的人可以好好活著不要自殺。
2020年7月16日，Logic宣布他的第六張專輯《No Pressure》將會是他最後一張專輯，之後會將重心放在作為一名父親上，2020年7月24日專輯發布。

## 早期生活
Logic（本名Sir Robert Bryson Hall II）于1990年在美国马里兰州盖瑟斯堡市出生。他的父亲是非裔美国人，母亲则是白人。贯穿Logic的童年，他的父母始终受到毒品和酒精的影响。他的父亲对他缺乏照顾，也并没有成为他成长过程的一份子；但现如今他们已经恢复联系。在Logic小的时候，他的哥哥曾贩卖可卡因，甚至还向他们的父亲卖过毒品。中学时，Logic曾在盖瑟斯堡市高中就读，但是并没有毕业。从十年级开始，他开始翘课，并且除了英语课之外所有科目都曾不及格，而因此最终被开除。从此，他开始用业余时间专心追求他的音乐生涯。

## 音乐生涯

### 2003–06： 事业开端
在13岁的时候，Logic遇到了他后来的导师，Solomon Taylor。Logic16岁时，Taylor送了Logic许多伴奏CD，好让Logic跟着伴奏音乐写歌词。2009年，他选择了“Psychological”这个英文单词作为艺名（中文：心理的），而不是现如今的“Logic”。他以Psychological为艺名发行了一张非正式混音带《Psychological: The Mixtape》。之后，他在家乡马里兰州与嘻哈斗牛梗（英语：Pitbull）, EPMD, Method Man, Redman和卢达克里斯（英语：Ludacris）等饒舌歌手参加了演出。不久，他把艺名缩短成了Logic，也就是英文中表示逻辑、推理的单词。

### 2010–12：发行混音带
2010年12月17日，Logic发行了他的第一张官方混音带《Young, Broke, and Infamous》。随后，他还为其中的两首作品《BackPack》和《Stain in the Game》拍摄了MV。这张混音带吸引了Chris Zarou的注意力，并使他下定决心在未来把Logic签在他的独立音乐厂牌Visionary Music Group之下。
2011年9月19日，Logic发行了他的第二张混音带，《Young Sinatra》。 这张专辑收到了来自包括《XXL》杂志在内的多方好评。 Logic为“Mind of Logic”，“All I Do”和“Prime“三首歌曲拍摄了MV，其中，“All I Do”的MV成为了他在YouTube上第一部点击率超过百万的视频。 2012年3月15日，Logic正式与Visionary Music Group签约；Logic在采访中表示：他的新厂牌对他来说好比JAY Z的Roc-A-Fella厂牌，而他也会努力追寻说唱巨星JAY Z的脚步。
Logic于2012年4月30日发行了他的第三张官方混音带《Young Sinatra: Undeniable》。在这张混音带中，他讲述了他的未来，世界各地的歌迷，父亲滥用毒品，辍学以及母亲被刺伤等话题。他的这张混音带比前几张相比上升了一个新的高度，并且全面展示了他说唱技术的多样性。在2012年7月至8月，Logic与Tayyib Ali一起完成了他的第一次全国性巡回演出。

### 2013：Def Jam唱片公司和《Young Sinatra: Welcome to Forever》
Logic于2013年3月完成了他的首次欧洲巡回演出，演出地点包括阿姆斯特丹，比利时，瑞士和伦敦。他的第四张混音带，《Young Sinatra: Welcome to Forever》，在那时被宣布将于2013年5月7日发行。同时，他宣布将要通过第二次全国巡演来为新混音带宣传。2013年上半年，Logic和Dizzy Wright, Action Bronson, Joey Bada$$, Ab-Soul, Chief Keef和Schoolboy Q等说唱歌手登上了《XXL》杂志封面，成为了《XXL》杂志选出的说唱界年度十大新人之一。
2013年4月15日，有消息称Logic已经与Def Jam唱片公司签约，而No I.D.将成为Logic第一张录音室专辑的制作人。Logic随后也表示，很高兴成为“史上最标志性的嘻哈厂牌的一份子”。4月23日，他首播了《Young Sinatra: Welcome to Forever》中的歌曲“Nasty”。5月7日，Logic正式发行《Young Sinatra: Welcome to Forever》。这张混音带在DatPiff网站上在发行不到24小时内就突破了10万次的下载量。 随着第四张录音室专辑的发行，2013年5月14日，他开始了“The Welcome To Forever Tour”巡回演出，为期两个月。2013年秋天，Logic与Kid Cudi，大肖恩等说唱歌手参加了“The Cud Life Tour 2013”巡回演出。

### 2014至今：《Under Pressure》
2013年11月5日，Logic透露No I.D., 6ix, Hit-Boy等制作人将为他的处子录音室专辑提供制作。2014年1月27日，Visionary Music Group厂牌通过SoundCloud上传了一段即兴饶舌“24 Freestyle”为Logic庆祝24岁生日；这也是第一次所有Visionary Music Group旗下的艺人在同一首歌中合作。2014年2月11日，电子舞曲乐队Krewella宣布将通过参加2014 Verge Campus Spring Tour巡演来对Logic表示支持。
2014年4月8日，Logic公布了即将发布的EP《While You Wait》中的一首歌曲“Now”，同时他也宣布了他将会与同厂牌的说唱歌手QuESt和Castro巡回演出。之后他分别公布了EP的主打歌曲和与大肖恩合作的歌曲“Alright”。然而，在6月7日，Logic透露EP将不会被发行；相反，EP中的歌曲将直接通过他的处子录音室专辑发行。2014年8月27日，Logic公布了与唐納·葛洛佛合作的歌曲“Driving Ms. Daisy”，这也为专辑发售开始了倒计时。9月10日，Logic宣布，专辑将会被命名为Under Pressure，并公开了专辑封面。9月15日，Def Jam唱片公司宣布专辑将会于10月21日发行。 2014年10月21日，Logic正式发行了他的处子录音室专辑《Under Pressure》。专辑首周销量达到了7万份。 一个月之后的11月12日，Logic在吉米·法伦今夜秀完成了自己的电视首秀并表演了单曲“I'm Gone”。

## 个人生活
2009年，Logic与女友在交往5年之后分手。Logic曾在采访中表示他对音乐的专注使他不得不牺牲了私人生活。2019年與第二任女友結婚，並育有一子。
Logic年轻时曾吸食大麻。他曾在采访中提到，他很少喝酒，只会偶尔饮用香槟，并已经戒断了香烟和大麻。他认为家庭影响是使他不再吸食大麻的原因。

## 影响
Logic15岁时，嘻哈团体武当帮的RZA为电影《杀死比尔》制作的的原声音乐使得Logic第一次对说唱音乐感起了兴趣。之后他成为了Wu-Tang Clan的歌迷并开始深入研究嘻哈音乐。Logic买的第一张嘻哈专辑是来自费城的The Roots乐队的《Do You Want More?!!!??!》 
尽管是一名饶舌歌手，Logic却深受弗兰克·辛纳屈的影响。童年时期，他的母亲就常常使他看过去的老黑白电影，而这些电影也塑造了他说话做事的方式。由于弗兰克·辛纳屈是20世纪60年代美国演员团体RatPack的代表人物，逻辑和他的朋友们（包括他的厂牌经理，音乐制作人，和其他说唱歌手）组成了自己的"RattPack（这里“Ratt”指代“Real All the Time”，中文：永远真实）团体"。同样为了模仿辛纳屈，Logic的女性歌迷被称为BobbySoxers；Logic也经常自称“Young Sinatra”（中文：小辛纳屈）。
Logic表示无数说唱歌手都给他的风格带来了影响，包括武当帮, Big L, A Tribe Called Quest, JAY Z, 坎耶·韦斯特, Rakim, Drake, J. Cole, KRS-One和Nas等等。他还曾表示其他类型的音乐也曾给予其灵感，如呛辣红椒, 约翰·柯川，甚至迈尔斯·戴维斯。他说：“我爱所有嘻哈下属的风格和所有类型的音乐，我认为这是让我能够做出我的音乐的原因。”

## 作品列表

### 录音室专辑
| Under Pressure                               | - 发行日期：2014年10月21日 - 发行厂牌：Visionary Music Group, Def Jam - 发行格式：CD，数字音乐下载，黑胶唱片 | 4 | 2 | 2 | 2 | 8 | 26 | 173 |
| The Incredible True Story                    | - 发行时间：2015年11月13日 - 发行厂牌：Visionary Music Group, Def Jam - 发行格式：CD，数字音乐下载，黑胶唱片 | 3 |   |   |   |   |    |     |
| Everybody                                    | - 发行时间：2017年5月5日 - 发行厂牌：Visionary Music Group, Def Jam - 发行格式：CD，数字音乐下载，黑胶唱片   |   |   |   |   |   |    |     |
| "—" 表示专辑没有打榜，或没有在所在地区发行。 | |   |   |   |   |   |    |     |

### 混音带
| 混音带名称                        | 发行信息                                        |
| --------------------------------- | ----------------------------------------------- |
| Psychological: The Mixtape        | - 发行时间：2009 - 格式：数字音乐下载           |
| Young, Broke, and Infamous        | - 发行日期：2010年12月17日 - 格式：数字音乐下载 |
| Young Sinatra                     | - 发行日期：2011年9月19日 - 格式：数字音乐下载  |
| Young Sinatra: Undeniable         | - 发行日期：2012年4月30日 - 格式：数字音乐下载  |
| Young Sinatra: Welcome to Forever | - 发行日期：2013年5月7日 - 格式：数字音乐下载   |
| Bobby Tarantino                   | - 发行日期：2016年7月1日 - 格式：数字音乐下载   |

### 单曲
| "Under Pressure"                             | 2014 | 20 | Under Pressure |
| "Buried Alive"                               | 2014 | 41 | Under Pressure |
| "—" 表示专辑没有打榜，或没有在所在地区发行。 |      |    |                |